# Kilchberg ZH
Kilchberg je obec v okrese Horgen v kantonu Curych ve Švýcarsku. Žije zde přibližně 8 900 obyvatel.

## Geografie
Kilchberg leží v těsné blízkosti Curychu, na břehu Curyšského jezera. Centrum obce s kostelem leží mírně nad Curyšským jezerem v nadmořské výšce kolem 500 m. Z celkové rozlohy obce tvoří 26,4 % zemědělská půda, 2 % lesy, 58 % osídlené plochy a 13 % je využíváno pro dopravu. 
Sousedními obcemi jsou Curych, Rüschlikon a Adliswil.

## Historie

Letecký pohled (1919)

Alaman Bankilo byl pravděpodobně zakladatelem Kilchbergu - přesněji Bendlikonu. Usadil se na konci 5. století u ústí vesnického potoka do Curyšského jezera. Stejně jako název Kilchberg je i kostel na kopci poprvé zmiňován v roce 1248. Během staré curyšské války byl dřevěný kostel vypálen švýcarskými konfederáty a později nahrazen mohutnou kamennou stavbou, která byla od té doby několikrát renovována. Od roku 1935 má Kilchberg také římskokatolický kostel. Současná nová budova, kterou navrhl architekt André M. Studer a která je zasvěcena svaté Alžbětě, pochází z roku 1967. V roce 1975 se nemocnice Sanitas, kterou v té době provozovaly dominikánské sestry, přestěhovala z Enge do nové prostorné budovy na venkově v Kilchbergu. V roce 2011 se nemocnice Sanitas spojila s nemocnicí Zimmerberg v Horgenu a vznikla tak See-Spital se dvěma areály.

## Obyvatelstvo

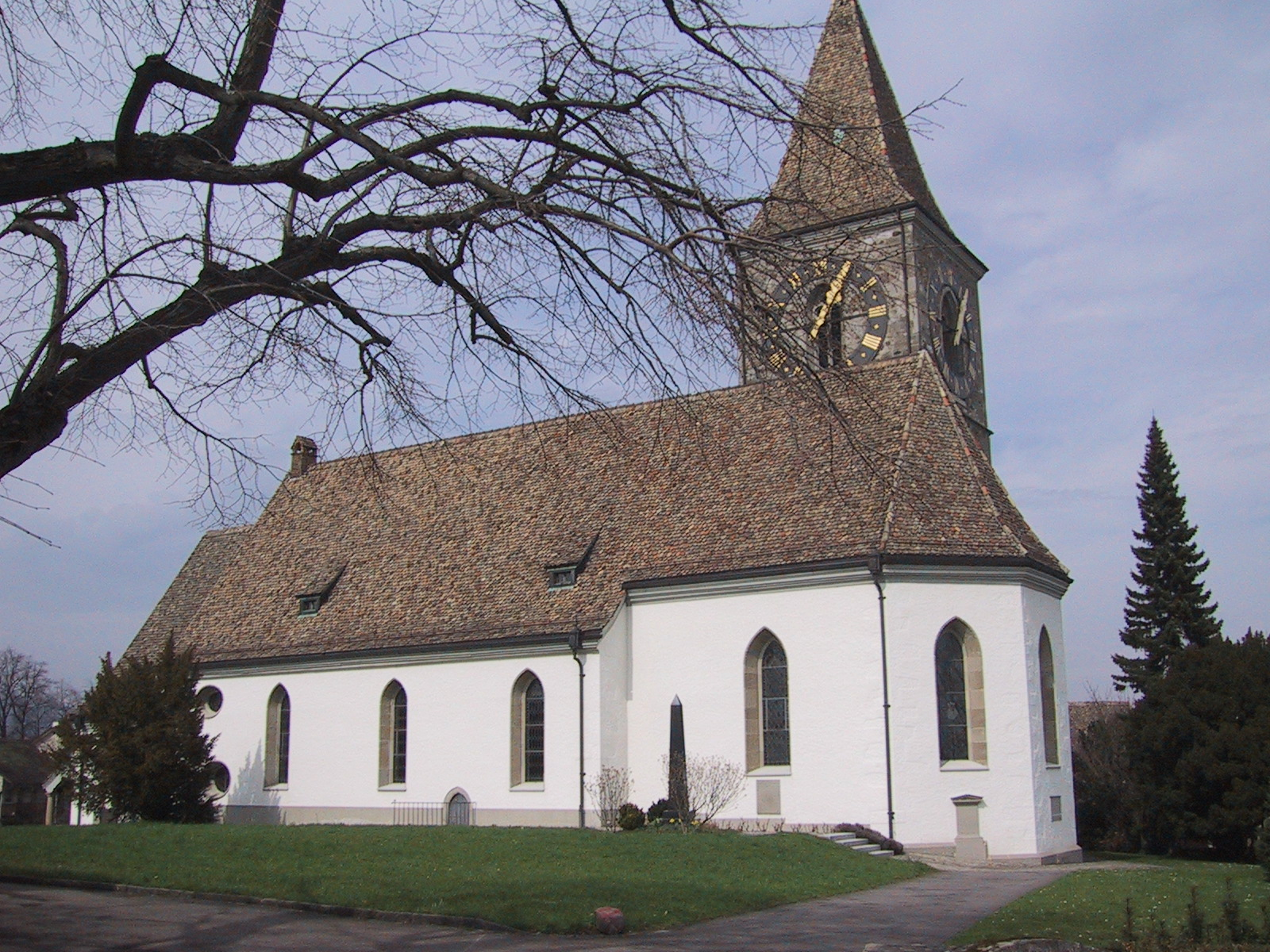
Reformovaný kostel

| Rok            | 1634 | 1671 | 1722 | 1836 | 1850 | 1900 | 1950 | 1970 | 1990 | 2000 |
| Počet obyvatel | 286  | 515  | 617  | 958  | 1141 | 1951 | 5474 | 7546 | 7081 | 7197 |

## Hospodářství

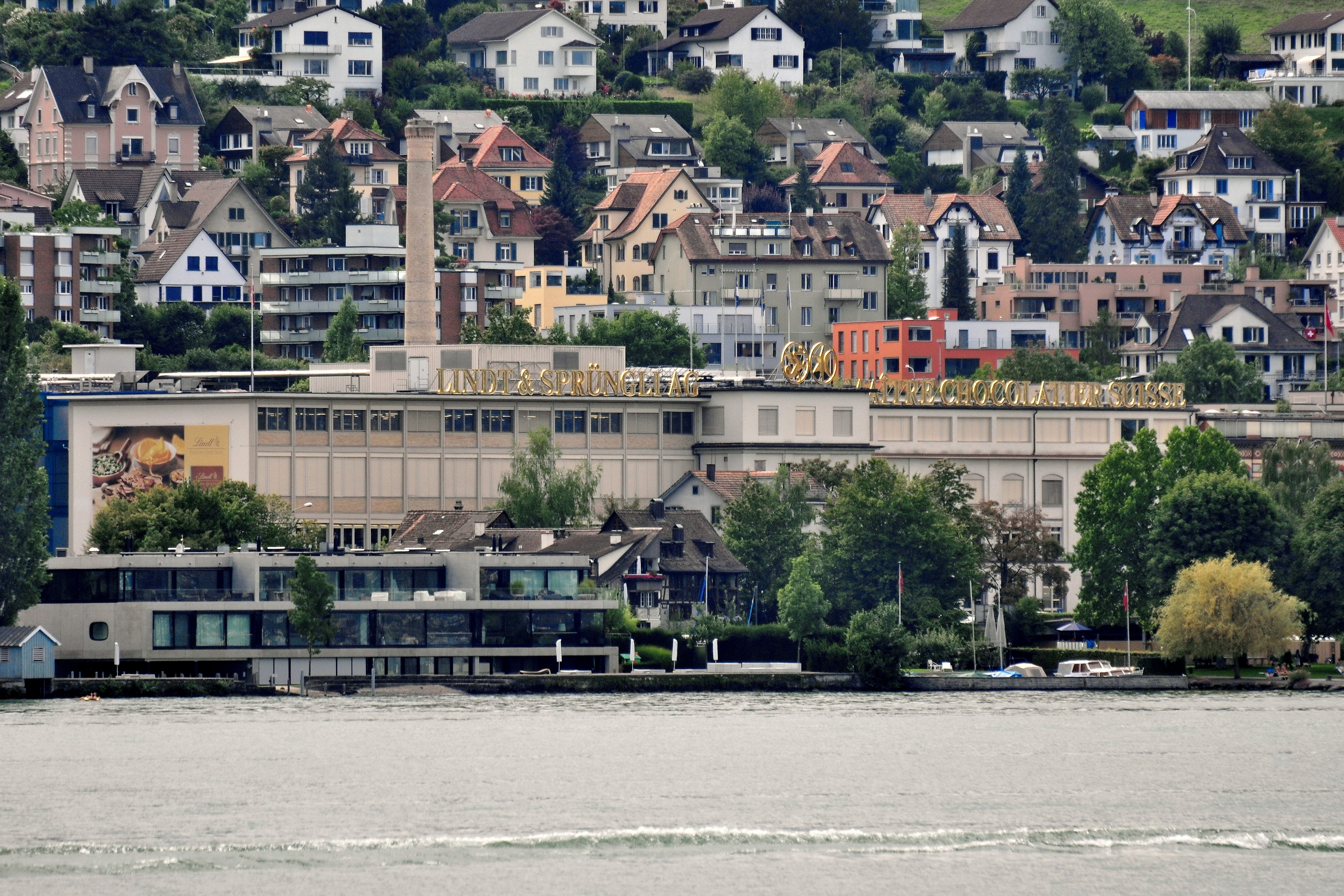
Čokoládovna Lindt & Sprüngli v Kilchbergu

Kilchberg byl původně zemědělskou obcí. Vedle zemědělců, jejichž hlavním zaměstnáním bylo až do 17. století vinařství, je třeba zmínit také lodníky z Bendlikonu, kteří organizovali dopravu osob a zboží s městem Curych. V 17. a 18. století zde do jisté míry vzkvétala podomácká výroba přadláků bavlny a tkalců mušelínu.
V Kilchbergu se nachází sídlo známého výrobce čokolády Lindt & Sprüngli. Je to nejstarší a jediný velký průmyslový podnik v obci. Společnost byla založena v roce 1845 a na svém současném místě na ulici Seestrasse působí od roku 1899. Naproti čokoládovně se nachází řemeslná firma Boesch Motorboote, která vyrábí luxusní motorové čluny.

## Doprava
Kilchberg má železniční spojení s Curychem po železniční trati Curych–Chur; zastávka Kilchberg je v pravidelném intervalu obsluhována osobními vlaky systému curyšské S-Bahn. Kromě toho má také sezónní lodní spojení s obcemi na březích jezera. Na dálniční síť je Kilchberg napojen dálnicí A3 (Curych–Chur), která prochází v těsné blízkosti obce.

## Osobnosti

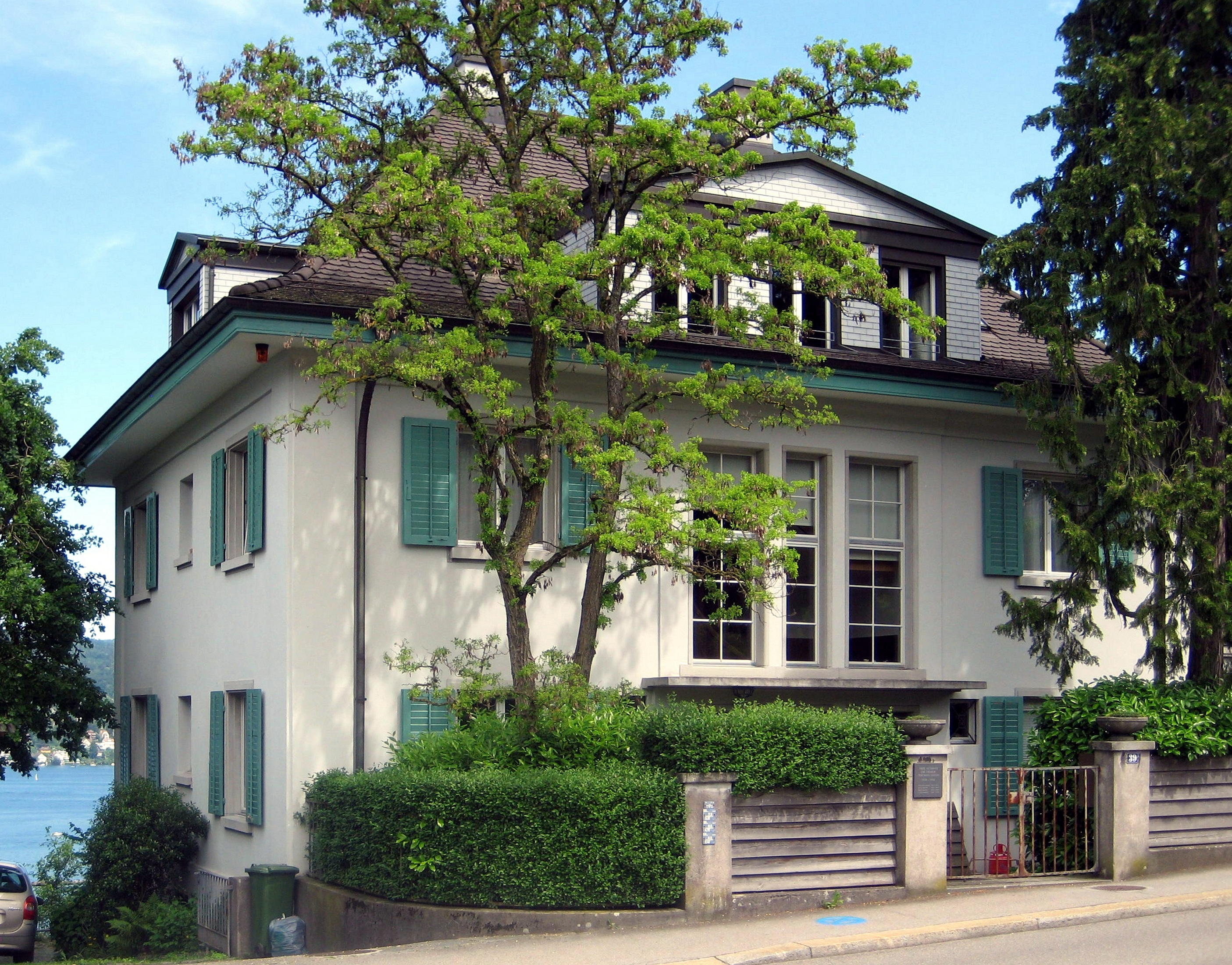
Dům Thomase Manna v Kilchbergu

- Karl Wilhelm von Nägeli (1817–1891), botanik, pocházel z Kilchbergu
- Conrad Ferdinand Meyer (1825–1898), spisovatel, žil a zemřel v obci
- Friedrich Wilhelm Foerster (1869–1966), filosof, žil a zemřel v obci
- Ludwig Klages (1872–1956), filosof, žil a zemřel v obci
- Thomas Mann (1875–1955), spisovatel, žil v obci
- Karl Kerényi (1897–1973), filolog a religionista, žil a zemřel v obci
- Erika Streit (1910–2011), malířka českého původu, žila v obci
- Hanna Johansen (1939–2023), spisovatelka, žila v obci
- Michael Lammer (* 1982), tenista

## Partnerská obec
- Kilchberg (Tübingen), Německo (od roku 1981)[4]